# Pentax K20D
La Pentax K20D è una reflex introdotta nel 2008.

## Descrizione
Fra le particolarità che caratterizzano la K20D sono da citare: 
- il sistema di riduzione del mosso (SR: Shake Reduction), che si basa su un sensore mobile, cosa che permette di stabilizzare qualsiasi ottica venga montata (Il meccanismo di SR viene utilizzato anche per "scrollare via" la polvere dal sensore).
- la tropicalizzazione completa del corpo macchina tramite 72 guarnizioni poste sui punti di accoppiaggio delle plastiche e sotto le varie ghiere.
- il Live View, per la prima volta su una Pentax Digitale tra l'altro, che permette di usare lo schermo posteriore LCD come mirino sostitutivo a quello ottico; questo agevola notevolmente gli scatti in posizioni difficili, inoltre alla visione tramite LCD è possibile sovrapporre una griglia che permette al fotografo un controllo più accurato della scena e un più facile allineamento orizzontale.
- il sistema di taratura delle ottiche, che consente di regolare il preciso punto di messa a fuoco e memorizzarlo per 20 ottiche diverse.

Interessanti anche la possibilità di combinare più esposizioni e la notevole compatibilità con ottiche manuali.
I modi di esposizione sono:
- Av: priorità di Apertura (diaframmi)
- Tv: Priorità dei Tempi
- P: Hyper program (hyper perché consente la variazione manuale)
- TAv: priorità tempi e diaframmi (varia la sensibilità ISO)
- Sv: priorità Sensibilità
- USER: consente di memorizzare un insieme di settaggi
- GREEN: totale automatismo
- Manual: esposizione manuale, Hyper manual perché consente di richiamare con un tasto l'esposizione programmata.
- X: Sincro X
- B: Bulb